# جون ويليام
جون ويليام (بالإنجليزية: John Hale)‏ (16 سبتمبر 1830 - 11 يوليو 1878) هو لاعب كريكت بريطاني (وحمل سابقاً جنسية المملكة المتحدة لبريطانيا العظمى وأيرلندا).